# ひかりごけ
『ひかりごけ』は、武田泰淳の短編小説。1954年（昭和29年）3月に雑誌『新潮』で掲載され、同年7月に『美貌の信徒』に収録された。実際に起こった食人事件（ひかりごけ事件）を題材に書かれたレーゼドラマ。紀行文、戯曲第一幕、戯曲第二幕の三部構成となっている。事実そのものではなく、噂を元に構成された『羅臼郷土史』を参考にしており、実際とは異なる記述も多い。

## あらすじ

### 紀行文
北海道・羅臼を訪れた「私」は中学校長の案内でマッカウシ洞窟を訪れ、そこで金緑色に光るひかりごけを見る。その帰り道、校長はペキン岬でおこった人肉事件について「凄い奴ですよ」と笑いながら、無邪気で明るい口調で話し始める。「私」はその話に惹きつけられ、「アイヌの一部の部族はかつて人肉を食べたこともあった」という日本人研究者の一言に激怒した、アイヌ語学者Mさんを思い出すのだった。
校長の紹介でS青年に面会した「私」は、S君の編纂した『羅臼村郷土史』を譲り受け、事件に関する具体的な知識を得る。「私」はこの事件を「読む戯曲」という形式で表現することを決意し、読者が読者であると同時に、めいめい自己流の演出者になってほしいと語る。

### 第一幕（マッカウシ洞窟の場）
舞台は太平洋戦争最後の冬。4人の男が島に流れ着く。食糧もなく、4人は徐々に衰弱していく。初めに五助が死ぬ。残された3人は遺体を海に流すか喰うかで悩むが、最終的に船長と西川は喰うという選択をする。八蔵は五助が死ぬ間際に「死んでも喰わない」と約束していたため喰わずに餓死することを選んだ。八蔵は死の直前、西川の首のうしろに光の輪を見る。光の輪とは、昔からの言い伝えにある、人を喰ったものに着く薄い緑色の光のことであった。
八蔵の肉が尽きた後、西川は船長に殺されることを恐れるようになる。西川と船長は口論になり、「お前（船長）に喰われるくらいならフカに喰わせる」と言い、逃げようとする西川を船長が追う形で2人は退場する。アイヌの祈祷音楽が流れ、洞内のひかりごけが光を放つ中、船長が西川の屍をひきずって再び登場する。船長が恐怖にかられてうずくまったとき、ひかりごけの光が一斉に消える。その後船長の光の輪が輝き始め、楽の音が続くうちに幕が下りる。

### 第二幕（法廷の場）
舞台は法廷、第一幕から6ヶ月経った晩春の一日。人肉食を犯した船長の裁判が行われる。船長は悪相を失ったおだやかな風貌になっており、理智的な標準語を話す。検事に何か言いたいことはないかと聞かれた船長は「私は我慢しています」と繰り返す。そして、自分は他人の肉を食べた者か他人に食べられてしまった者に裁かれたいのだと話し、検事を激高させる。
船長は「自分の首のうしろには光の輪が着いている、そのためあなた方と私ははっきり区別できる」と語り、自分をよく見るように促すが、群衆には光の輪が見えない。そのうちに検事、裁判長、弁護人、傍聴人の首のうしろに次々と光の輪が着く。見えないはずはない、もっとよく見なくちゃいけませんよと船長は言う。「みなさん、見て下さい」と叫び続ける船長を光の輪が着いた群衆が取り囲み、おびただしい数の光の輪がひしめく中、幕はしずかに下りる。

## 登場人物
私
本作の語り手。北海道・羅臼を訪れた際に現地の中学校長と知り合う。校長の語る「人肉事件」に興味を持ち、これに文学的表現を与えるためにレーゼドラマを書くことを決意する。
校長
「私」をマッカウシ洞窟に案内する現地の中学の校長。背丈が高く、痩せており、年は三十代くらい。自然や人事に逆らうことのなさそうな、おだやかではあるが陰気でない人物。
S君
『羅臼村郷土史』を編纂した現地の青年。モデルとなった人肉事件において「船長と西川は発見されなかった3名の遺体を食べた」「船長が食べる目的で西川を殺した」という「恐るべき想像」を作り出す。
Mさん
アイヌ語学者。アイヌ出身の最高知識人であり、「私」の古くからの知り合い。札幌での研究発表会で「アイヌの一部の部族はかつて人肉を食べたこともあった」という日本人研究者の一言に怒りを露わにする。
船長
遭難した船の船長。第一幕のト書きでは「読者が想像しうるかぎりの悪相の男」とされるが、第二幕ではその悪相を失いおだやかな風貌になっている。第一幕では野性的な方言、第二幕では理智的な標準語を話している。
西川
遭難した船の船員の一人。第一幕のト書きによると美少年。五助と八蔵を喰ったことを悔やみ、恥ずかしさを覚える。第一幕末部で船長に喰われることを恐れ、逃げようとするが、失敗に終わる。
八蔵
遭難した船の船員の一人。第一幕冒頭では「おらたちばっか」と繰り返し、自己の運命を嘆く。五助を喰わずに餓死することを選ぶ。
五助
遭難した船の船員の一人。「おら死にたくねぇ」と言いつつも、衰弱のため一番に命を落とす。

## 背景
武田は当初、アイヌ民族を主題とする小説を書こうと思っていた。1953年8月に札幌を訪れ、北海道大学の同僚であった知里真志保に会う。知里は数日前に行われた「第八回日本人類学会・日本民族学協会連合大会」の「アイヌ問題シンポジウム」のことで怒っていた。その会場で一研究者からアイヌ民族人喰説に対する質問がなされたからだ。その後、武田は詩人の更科源蔵の調査旅行に同行し、各地をまわっている。その際に羅臼を訪れ、現地の中学校長の案内でマッカウス洞窟でひかりごけを見ている。マッカウス洞窟を出たところの浜辺で、校長から人肉事件の話を聞く。
知里をモデルにする構想を持っていた武田だが、思うように書けなかったため『ひかりごけ』を書いた。武田はアイヌを主題とする小説について「ひと月調べたがどうしてもそれは作品に書けないで取ってある。その書けない間に人肉を食べた船長の話を書いたわけだ」と語っている。

## 評価・反響
江藤淳は「ひかりごけは人間が此世に在るということはどういうことか、という問いを徹底的に問いつめようとした作品であり、この破格の構成をもった小説はまぎれもない傑作である。」と述べ、絶賛している。
松原新一は「現実を空無化する意識の究極頂に武田泰淳が辿りつき始めるきざしをみせたのは、いうまでもなく『ひかりごけ』であった。」と述べ、この作品が武田の新境地となったことを指摘している。
大岡昇平は作中で『野火』との比較が行われている点について、「『野火』の主人公が、文明人の気取りで人肉を食わないというのは、明らかに誹謗でして、私はそんな意味であの作品を書いたわけではないのです。おしまいの方に「あらゆる男は人食い人種で、あらゆる女は淫売だ」と書きましたが、人間は全部『ひかりごけ』の傍聴人のように人肉食いをする可能性がある。しかし、おれは食わないんだという倫理的選択として書いたつもりなんです。」と反論している。

## 解釈
人肉食について
松原新一は「泰淳は人肉を喰うか喰わないかによって、善悪の区別や人間的と非人間的との区別といった限界を決めることには意味がない、というような単純な結論を引き出してきているわけではない。むしろ、武田泰淳は、人間存在にかかわるそのようななんらかの懐疑的判断をくだしがたいような、深い晦冥の淵へとわたしたちをひきこんでゆくのである。」と述べている。
川西政明は「大岡昇平のように「結局、われわれは人間の肉を食ってもいいのか、悪いのか」といった善悪の次元に泰淳は立っていなかった。」と述べ、武田が人肉食の善悪を問うているわけではないと指摘している。
光の輪について
小笠原克は、八蔵が西川の首のうしろに光の輪を見たシーンについて、「喰わなければ死ぬ、だが喰わぬ、だから俺は死ぬのだという、最初から〈生〉を放棄した八蔵の末期の目に、〈法〉=人倫は美しく純粋に輝く。」と述べている。
山城むつみは「或る者の罪を表示するためにその徴として首のうしろに光の輪を描くというのは、かりにそれが逆説的なものだとしても、ずいぶん安易なやり方ではないか。あの武田がそんな安手のことをしたとは思えない」と述べ、「光の輪=人肉を喰った者の証」という解釈を批判している。
アイヌについて
鎌田哲哉は、この作品は「アイヌ語学者M」（＝知里真志保）と「私」の内的討論だと考察し、「Mの怒りとその可視的な表現との間の言葉の空白を示し、その固有の問いを正確に提出するためにこの小説は書かれたのである」と述べている。
横道仁志は「知里真志保は、『ひかりごけ』の裏の主役と言っていいほどの甚大な影響を作品に及ぼしている。食人事件とアイヌの差別問題をつなぐ接点。それは、『ひかりごけ』が法律の矛盾を取り上げながら"罪とは何か"を問おうとしているところにあるのだ」と述べている。
前田角蔵は、この作品は「"優秀民族、先進人種"としての現在の日本民族の幻想と退廃をアイヌ民族の視点から告発している」と指摘している。

## 書誌情報
- 武田泰淳『ひかりごけ』新潮社　1964年1月28日　ISBN 978-4-10-109103-7

## 映画
1992年、フィルム・クレッセント=ネオ・ライフ製作、ヘラルド・エース配給で公開された。
監督は熊井啓、主演は三國連太郎。三國は船長、校長の二役を演じた。

### キャスト
- 船長：三國連太郎
- 校長：三國連太郎
- 西川：奥田瑛二
- 八蔵：田中邦衛
- 五助：杉本哲太
- 作家：内藤武敏
- 裁判長：笠智衆
- 検事：井川比佐志
- 弁護士：津嘉山正種

### スタッフ
- 監督：熊井啓
- 脚本：池田太郎、熊井啓
- 原作：武田泰淳
- 制作：内藤武敏[注釈 1]、相澤敏
- 撮影：栃沢正夫
- 美術：木村威夫、丸山裕司
- 音楽：松村禎三
- 録音：紅谷愃一、野中英敏
- 照明：岩木保夫
- 編集：井上治
- 助監督：高根美博
- スチール：赤井博且

## 舞台・オペラ
- 1955年 - 劇団四季によって舞台化[23]。
- 1972年 - 團伊玖磨作曲、浅利慶太演出でオペラ化。
  - 初演：1972年大阪国際フェスティバル[24][25]

- 2006年 - 鐘下辰男によって舞台化[26][27]。
  - 構成・脚本・演出：鐘下辰男[27]
  - 劇場：下北沢ザ・スズナリ[27]
  - 「演劇企画集団　THE・ガジラ2006年3月公演」として上演[27]
- 2021年 - 納谷真大によって舞台化[28][29]。
  - 脚本・演出：納谷真大[30]
  - 劇場：扇谷記念スタジオ・シアターZOO[30]
  - 主催：イレブンナイン（ELEVEN NINES）[30][31]